# Állampolgári adófelajánlás
A Magyarországon adózó magánszemélyek, és vállalkozók számára lehetőség van, hogy befizetett jövedelemadójuk 1%-át egy nonprofit szervezetnek, újabb 1%-át pedig valamelyik egyháznak címezzék. Ezen lehetőség megteremtésével a törvényalkotónak az volt a célja, hogy az adófizető a befizetett adójának legalább egy részét arra a területre irányíthassa, amelynek szerinte erre a legnagyobb szüksége van.

## Törvényi háttere
Alapja a személyi jövedelemadó meghatározott részének az adózó rendelkezése szerinti felhasználásáról szóló 1996. évi CXXVI. törvény. A jövedelemadó adózó által történő rendelkezés alapján történő befogadására jogosult szervezetek és egyházak körét az APEH minden évben külön közzéteszi.
Az a magánszemélyajánlhatja fel jövedelemadójának egy százalékát,
- akinek adófizetési kötelezettsége van,
- és jövedelemadóját határidőre maradéktalanul befizeti az APEH-nek, vagy az adó megfizetésére részletfizetési, vagy fizetési halasztási engedélye van.

## Felajánlás módja
Minden évben a magánszemélyek jövedelemadó-bevallásának beadási határidejéig – az adóbevallás benyújtásának időpontjától függetlenül – az adózó az adóhatósághoz eljuttatott rendelkező nyilatkozaton a támogatni kívánt szervezet vagy egyház kódszámának feltüntetésével rendelkezik arról, hogy a költségvetés, az általa befizetett adó 1%-át mire fordítsa. Ez a rendelkező nyilatkozat kötelezi a költségvetést az adóhányad kifizetésére az erre jogosult szervezetnek.
A rendelkezés tehát az adózónak nem többletköltség, de legalább pénzének egy részéről tudhatja, hogy hová kerül és mire fordítják. 2008-ban a potenciálisan felajánlható 30,1 milliárd forinthoz képest 16,5 milliárd forintnyi felajánlás érkezett.

## Mely szervezeteket lehet kedvezményezettként megjelölni a felajánlás során?
Kedvezményezettet két csoportból lehet választani, de mindegyikből csak egyet-egyet, azaz sem az egyik, sem a másik 1 százalék nem osztható meg, de nem is vonható össze. Ha valamelyik csoportból nem választ az adózó  kedvezményezettet, akkor csak egy rendelkező nyilatkozatot kell benyújtania, mert az egyik 1 százalék nem irányítható át a másik csoportban lévő kedvezményezettek javára. Az azonos körből választott két kedvezményezett javára tett rendelkező nyilatkozat mindegyike érvénytelen. A kedvezményezettek egyik csoportjába a civil kedvezményezettek tartoznak. Ide tartoznak a közhasznú tevékenységet ténylegesen folytató egyesületek,  alapítványok, és közalapítványok, amelyeket a magánszemély rendelkező nyilatkozata évének első napja előtt
legalább két évvel (2017. december 31-ig) a bíróság nyilvántartásba vett.
Ugyancsak ebben a körben lehet rendelkező nyilatkozatot adni a törvényben felsorolt következő
kedvezményezetteknek:
– Magyar Tudományos Akadémia;
– az országos közgyűjtemények;
– Magyar Állami Operaház;
– Magyar Országos Levéltár;
– Országos Széchényi Könyvtár;
– Neumann János Multimédia Központ és Digitális Könyvtár;
– az országos szakmúzeumok;
– azok a könyvtári, levéltári, múzeumi, egyéb kulturális, illetve alkotó- és előadóművészeti tevékenységet folytató szervezetek, amelyek valamely önkormányzattól,
vagy a központi költségvetéstől egyedi támogatásban részesültek;
– a felsőoktatási intézmények;
– Nemzeti Együttműködési Alap.
A rendelkezéshez a magánszemélynek a fenti szervezetek adószámára van szüksége. Az adóhatóság minden év január 1-jén a honlapján teszi közzé az adott rendelkező évben felajánlásra jogosult kedvezményezettek adószámát, nevét, székhelyét. A közzétett listát az adóhatóság folyamatosan frissíti.
A kedvezményezettek másik csoportjába a technikai számos kedvezményezettek tartoznak
Ebbe a csoportba tartoznak az Ehtv. szerinti vallási közösségek, feltéve, hogy az adóhatóságtól technikai számot kaptak. Vallási közösségnek minősül a bevett egyház, a vallási egyesület, a nyilvántartásba vett egyház és a bejegyzett egyház is. 